# Джанго Рейнарт
Жан-Батіст «Джа́нго» Рейна́рт (фр. Jean-Baptiste ‘Django’ Reinhardt, [dʒãŋɡo ʁɛjnaʁt], 23 січня 1910, Понт-а-Сель — 16 травня 1953, Самуа-сюр-Сен) — французький гітарист циганського походження. Перший європейський джазовий виконавець, який справив потужний вплив на американських музикантів (передусім на гітаристів).

## Техніка гри
Вражав не тільки технічною досконалістю, але й винахідливим обіграванням гармонійних послідовностей. Разом із блюзовими нотами використовував хроматичні пасажі, рух мелодії на октаву — всі ці прийоми надалі використовували Вес Монтгомері, Ел ді Меола, Джон Маклафлін, Джордж Бенсон та ін.

## Біографія
Рейнарт народився 23 січня 1910 року в Ліберші, Пон-а-Сель, Бельгія, у бельгійській сім'ї циганського походження. Його батько, Жан Ежен Вайс, який проживав у Парижі разом зі своєю дружиною, був відомий під ім'ям Жан-Батіст Рейнарт, взяв прізвище своєї дружини, щоб уникнути призову на військову службу у Франції. Його мати, Лоуренс Рейнарт, була танцівницею. У свідоцтві про народження згадується "Жан Рейнарт, син Жана Батіста Рейнарта, художника, і Лоуренс Рейнарт, домогосподарки, які проживають у Парижі". У 12 років навчився грати на шестиструнному банджо і почав виступати на вулицях і в танцювальних залах. У віці 17 років перейшов на гітару, але під час пожежі пошкодив ліву руку (два пальці — четвертий і п'ятий — були паралізовані), внаслідок чого йому довелося розробити систему гри трьома пальцями. У 20 років (1930) почав грати джаз у барах, ресторанах, акомпанував популярному вокалістові Жанові Саблону. 1932 року познайомився зі скрипалем Стефаном Граппеллі, і через півтора року виник квінтет «Quintette du Hot Club de France», до якого увійшли ще два гітаристи, — Роже Шапю, Жозеф Рейнарт — і контрабасист Луї Воля. Великий успіх принесли записи Dinah; Lady, Be Good; Tiger Rag. У другій половині 30-х років з квінтетом виступали Колмен Гокінз, Барні Бігард, Дікі Велс, Рекс Стюарт, Бені Картер та ін.
Квінтет розпався, коли почалася війна в Європі (1939). Стефан Граппеллі виїхав до Лондона, а Рейнарт збирав нові групи, виступав в окупованих німцями країнах і у Північній Африці, намагався ствердити себе в професії композитора (найкраще, що він створив, — звукова доріжка до кінофільму «Село гніву», 1946, і джазова балада «Хмари», 1940). Новий сплеск активності припав на кінець 1940-х років: він отримав запрошення від Дюка Еллінгтона (1947), грав з Діззі Гіллеспі, трохи пізніше — з Марсіалем Солалем. На початку 1950-х років виник новий квінтет із Стефаном Граппеллі.